# You're Living All Over Me
You're Living All Over Me è il secondo disco del gruppo indie rock statunitense Dinosaur Jr., pubblicato nel 1987. Contribuì a definire uno stile sonoro che avrebbe caratterizzato il rock alternativo del decennio successivo.

## Descrizione
La prima edizione dell'album venne pubblicata quando ancora il gruppo si chiamava "Dinosaur", prima cioè che un contenzioso legale li costringesse a modificare il nome in quello definitivo a causa dell'omonimia con un altro gruppo degli anni settanta.
Il titolo dell'album proviene da una frase che J Mascis avrebbe rivolto a Lou Barlow durante un tour con i Sonic Youth e che esprime bene il rapporto difficile tra i due musicisti.
Fu un album fondamentale nell'evoluzione del rock indipendente statunitense, in primo luogo per lo stile chitarristico. In questo disco J Mascis fece tesoro dell'esperienza hardcore punk (Hüsker Dü) e delle più recenti sperimentazioni noise (Sonic Youth) rielaborando il tutto in composizioni dalla struttura più lineare, ma cosa ancora più importante importò nell'indie rock la chitarra solista rappresentando da questo punto di vista l'anello di congiunzione tra l'hard rock seventies ed il grunge.
La particolarità delle melodie vocali rappresenta un secondo elemento distintivo. Mascis non ricorse all'urlato tipico della tradizione hardcore punk, ma a linee melodiche distese, caratterizzate da un andamento apatico e monocorde. Anche la voce, svogliata e apparentemente sempre sul punto di svanire, contribuì a creare una sensazione di incertezza e approssimazione. Questo stile canoro, ma più in generale il mix tra potenza sonora e dolcezza vocale, ben rappresentato da un brano come Little Fury Things, si rivelò una formula efficace cui ricorsero innumerevoli band indie rock negli anni seguenti.

## Tracce
1. Little Fury Things – 3:06 (J Mascis)
2. Kracked – 2:50 (J Mascis)
3. Sludgefeast – 5:17 (J Mascis)
4. The Lung – 3:51 (J Mascis)
5. Raisans – 3:50 (J Mascis)
6. Tarpit – 4:36 (J Mascis)
7. In a Jar – 3:28 (J Mascis)
8. Lose – 3:11 (Lou Barlow)
9. Poledo – 5:43 (Lou Barlow)
10. Show Me the Way (Bonus track non compresa nella prima edizione dell'album) – 3:51 (Peter Frampton)

## Formazione
- J Mascis - chitarra, voce e percussioni
- Lou Barlow - basso, ukulele e voce
- Murph - batteria
- Lee Ranaldo - voce in Little Fury Things